# Klinglesmühle
Die Klinglesmühle ist einer von 24 Ortsteilen der baden-württembergischen Gemeinde Stimpfach, die im Landkreis Schwäbisch Hall liegt.

## Geografie
Das Gehöft liegt am westlichen Ufer des etwa 300 Meter langen Mühlkanal rechtsseits des hier etwa südwärts laufendem Reiglersbaches in dessen vor allem nach Westen zu breiten Wiesental auf einer Höhe von 443 m ü. NHN. Im Bereich der beiden Teilläufe liegt unmittelbar vor dem Ort ein gutes halbes Dutzend Teiche von zusammen etwa 0,5 ha Fläche.
Die Klinglesmühle ist etwa sechs Kilometer vom südwestlich gelegenen Hauptort Stimpfach der Gemeinde entfernt, die nächsten Orte sind der Stimpfacher Weiler Gerbertshofen etwa ¾ km bachabwärts, der Stimpfacher Hof Nestleinsberg etwa ¾ km westlich am rechten Hang, der Wohnplatz Mittelmühle des Stadtteils Westgartshausen von Crailsheim etwa ½ km bachaufwärts und der Weiler Großenhub der Gemeinde Fichtenau etwa ¾ km östlich auf der Hochebene links des Tales.

## Geschichte

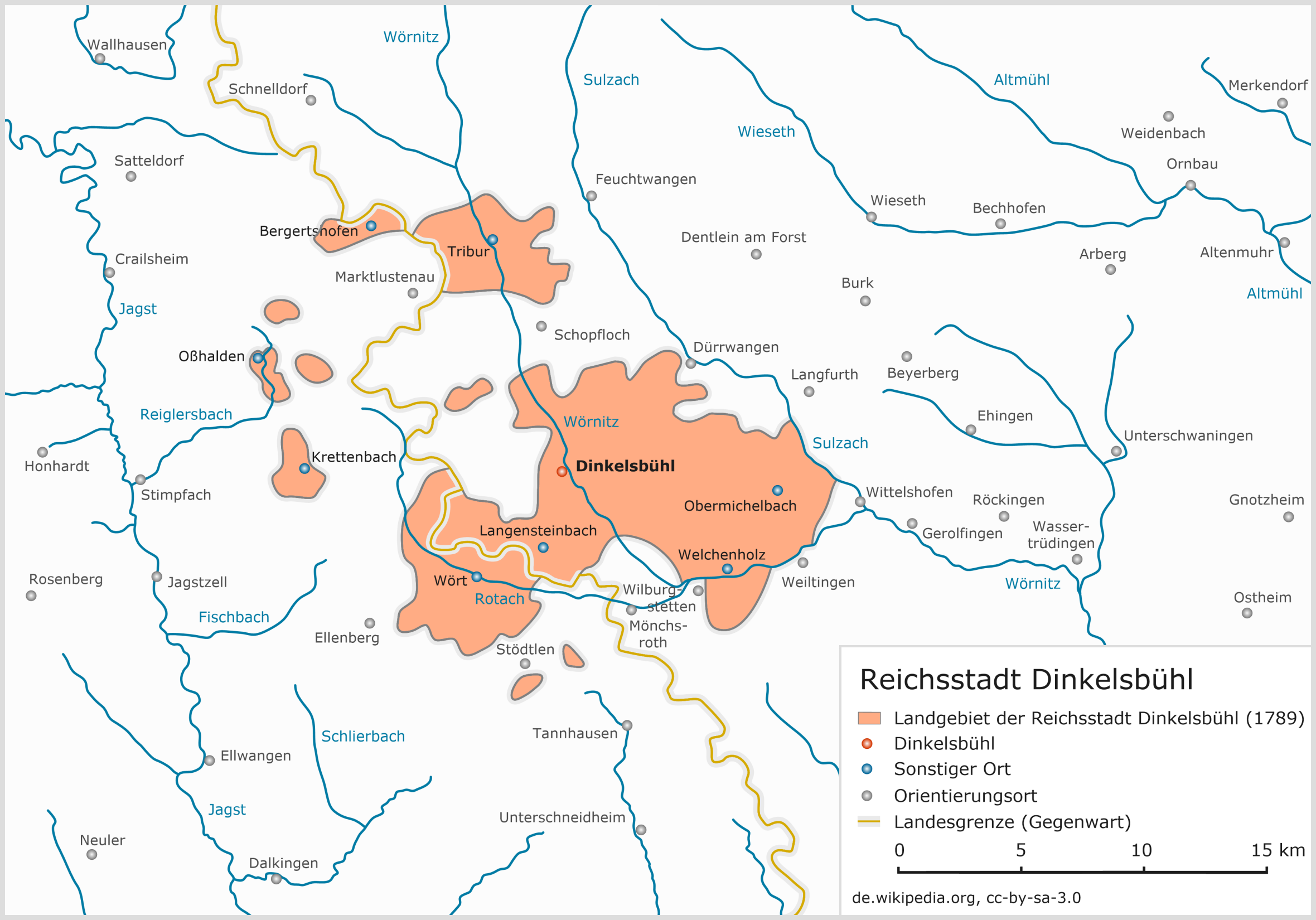
Das Landgebiet der Reichsstadt Dinkelsbühl

Die Klinglesmühle war ursprünglich ein Hofgut, ihre erste urkundliche Erwähnung fand 1429 unter dem Namen Hof zu der Klingen statt. Im Jahr 1461 wurde der Hof von der Reichsstadt Dinkelsbühl erworben und anschließend zu einer Mühle umgebaut. Als die Existenz der Reichsstadt mit dem Reichsdeputationshauptschluss 1802/1803 ihr Ende fand, gelangte die Klinglesmühle in der Folgezeit in den Besitz des Königreichs Württemberg und gehörte danach zum neu geschaffenen Oberamt Crailsheim. Durch die zu Beginn des 19. Jahrhunderts im Königreich Württemberg durchgeführten Verwaltungsreformen wurde der Ort zu einem Bestandteil der eigenständigen Landgemeinde Weipertshofen, zu der auch noch die Weiler Gerbertshofen und Steinbach am Wald sowie die Höfe Hochbronn, Käsbach, Lixhof, Nestleinsberg und Sixenmühle gehörten. Seit dem Jahr 1975 bildet das Gehöft einen Ortsteil von Stimpfach, nachdem die gesamte Gemeinde Weipertshofen im Zuge der kommunalen Gebietsreform in die Gemeinde Stimpfach integriert worden war. Im Jahr 2010 zählte die Klinglesmühle zwölf Einwohner.

## Verkehr
Der Anschluss an das öffentliche Straßenverkehrsnetz schafft hauptsächlich die von Wittau her kommende und nach Gerbertshofen weiter führende Kreisstraße K 2645. Eine Gemeindeverbindungsstraße zweigt am südlichen Ortsrand von dieser Kreisstraße ab und führt in ostwärtiger Richtung über Großenhub nach Wäldershub, wo sie in die Landesstraße L 1070 einmündet. Ein weiteres Sträßchen läuft das Tal aufwärts nach Norden bis zur L 2218 bei Kreßberg-Neuhaus.